# Дънфърмлин
Дънфъ̀рмлин (на английски: Dunfermline, на гаелски Dùn Phàrlain, местно произношение Дънфѐрмлин) е град в източната част на Централна Шотландия, област Файф.
Дънфърмлин е град, бивш Royal Burgh във Файф, Шотландия. Според оценка от 2008 г., Дънфърмлин има население от 46 430, което го прави втория най-голямото селище във Файф. Част от името на града идва от и Gaelic думата „Дун“, което се превежда като укрепен хълм. Другие части от името му, „FERM“ и „Лин“, са неясни. Въпреки че „Ferm“ може да е алтернативно име за кулата, изгаряния и „Лин“, басейн. Взети заедно, това може да предложи мястото на укрепление между Burn Ferm и Лин.
Районът около Дънфърмлин става дом на първите заселници в периода на неолита, но няма някакво значение до бронзовата епоха. Като град е споменат за първи път през 11 век между 1124 и 1153 г., при бракът на Малкълм III, крал на Шотландия (1058 – 1093 г.) и унгарската принцеса Маргьорет (Сейнт Маргарет) в църквата в Дънфърмлин. Като негова съпруга кралица Маргарет създава нова църква, посветена на „Светата Троица“, която се превърна в абатство при техния син, Дейвид I (1124 – 1153 г.) през 1128 г. След погребението на Александър I, гробището към абатството потвърждава статута си на мавзолей на крале и кралици на Шотландия.
Съюзът на короните между Англия и Шотландия приключва кралските връзки на града, когато Джеймс VI премества шотландския съд в Лондон през 1603 г. Реформацията от 1560 г. води до загуба на църковното значение на Дънфърмлин. На 25 май 1624 г., пожар поглъща около три-четвърти от средновековния и ренесансов градски център. Спадът в значението на Дънфърмлин продължава до въвеждането на индустрията за бельо в началото на 18 век. Една от причините, заради които градът се превръща в център за бельо е, че е имало достатъчно вода за захранване на мелниците и близките пристанища. Днес, Дънфърмлин е главният център за Западна Шотландия в областта Файф. Градът е търговски център, в който е основан обществен парк, главния корпус колежът в Халбет, на развлекателен парк с кинокомплекс и редица ресторанти. Онлайн търговецът на дребно Amazon.com откри основен център за разпространение, в района на парк на Dunfermline Duloch.

## География
Разположен е на 4 km северно от залива Фърт ъф Форт и на 20 km северозападно от Единбург. Населението му е 75 570 души от преброяването през 2004 г.  Архив на оригинала от 2012-01-25 в Wayback Machine.

## История
Абатството-църква е построено през 1150 г. През 1624 г. градът е почти напълно опожарен. Американският предприемач Андрю Карнеги подарява на града библиотека, обществени бани, театър и парка „Питънкрийф“.

## Икономика
През 18 век става тъкачен център на ленени платове. Главни отрасли в икономиката на града са производството на ленени и жакардови платове, както и избелването и боядисването на платове.

## Култура
От Дънфърмлин е шотландската рокгрупа „Назарет“.

## Спорт
Представителният футболен отбор на града се нарича ФК Дънфърмлин Атлетик. Състезавал се е в най-горните две нива на шотландския футбол.

## Побратимени градове
- Виши, Франция
- Тронхайм, Норвегия

## Личности
Родени
- Пийт Агню (р. 1946), шотландски музикант
- Андрю Карнеги (1835 – 1919), американски предприемач
- Дан Маккафърти (р. 1946), шотландски рокпевец

Починали
- Хелън Иди (1947 – 2013), шотландска политичка

## Фотогалерия
- Главната улица на Дънфърмлин
- Абатството Дънфърмлин